# Kvalifikace na Mistrovství světa ve fotbale 2022 (UEFA) – skupina F
Skupina F kvalifikace na Mistrovství světa ve fotbale 2022 je jednou z 9 evropských kvalifikačních skupin na tento šampionát. Postup na závěrečný turnaj si zajistí vítěz skupiny. Osm nejlepších týmů na druhých místech ze všech skupin bude hrát baráž, zatímco nejhorší tým na druhých místech přímo vypadne.

## Tabulka

### Skupina F
| Tým             | Z  | V | R | P | VG | IG | +/- | B  | výsledek          |
| --------------- | -- | - | - | - | -- | -- | --- | -- | ----------------- |
| Dánsko          | 10 | 9 | 0 | 1 | 30 | 3  | +27 | 27 | postup na MS 2022 |
| Skotsko         | 10 | 7 | 2 | 1 | 17 | 7  | +10 | 23 | postup do baráže  |
| Izrael          | 10 | 5 | 1 | 4 | 23 | 21 | +2  | 16 |                   |
| Rakousko        | 10 | 5 | 1 | 4 | 19 | 17 | +2  | 16 | postup do baráže  |
| Faerské ostrovy | 10 | 1 | 1 | 8 | 7  | 23 | −16 | 4  |                   |
| Moldavsko       | 10 | 0 | 1 | 9 | 5  | 30 | −25 | 1  |                   |

## Zápasy
| 25. března 2021 |                             |                          |                                                     |
| Izrael          | 0–2                         | Dánsko                   | Bloomfield stadion, Tel Aviv rozhodčí: Craig Pawson |
|                 | Report (FIFA) Report (UEFA) | Braithwaite 13' Wind 67' | Bloomfield stadion, Tel Aviv rozhodčí: Craig Pawson |

| 25. března 2021 |                             |                 |                                                       |
| Moldavsko       | 1–1                         | Faerské ostrovy | Zimbru stadion, Kišiněv rozhodčí: Iwan Arwel Griffith |
| Nicolaescu 9'   | Report (FIFA) Report (UEFA) | M. Olsen 83'    | Zimbru stadion, Kišiněv rozhodčí: Iwan Arwel Griffith |

| 25. března 2021       |                             |                    |                                                         |
| Skotsko               | 2–2                         | Rakousko           | Hampden Park, Glasgow rozhodčí: Carlos del Cerro Grande |
| Hanley 71' McGinn 85' | Report (FIFA) Report (UEFA) | Kalajdžić 55', 80' | Hampden Park, Glasgow rozhodčí: Carlos del Cerro Grande |

| 28. března 2021                                                                                  |                             |           |                                             |
| Dánsko                                                                                           | 8–0                         | Moldavsko | MCH Arena, Herning rozhodčí: Aliyar Aghayev |
| Dolberg 19' (pen.), 48' Damsgaard 22', 29' Stryger Larsen 35' Jensen 39' Skov 81' Ingvartsen 89' | Report (FIFA) Report (UEFA) |           | MCH Arena, Herning rozhodčí: Aliyar Aghayev |

| 28. března 2021                            |                             |                 |                                                       |
| Rakousko                                   | 3–1                         | Faerské ostrovy | Ernst-Happel-Stadion, Vídeň rozhodčí: Kateryna Monzul |
| Dragović 30' Baumgartner 37' Kalajdžić 44' | Report (FIFA) Report (UEFA) | Nattestad 19'   | Ernst-Happel-Stadion, Vídeň rozhodčí: Kateryna Monzul |

| 28. března 2021 |                             |            |                                                      |
| Izrael          | 1–1                         | Skotsko    | Bloomfield stadion, Tel Aviv rozhodčí: Deniz Aytekin |
| Peretz 44'      | Report (FIFA) Report (UEFA) | Fraser 56' | Bloomfield stadion, Tel Aviv rozhodčí: Deniz Aytekin |

| 31. března 2021 |                             |                                            |                                                         |
| Rakousko        | 0–4                         | Dánsko                                     | Ernst-Happel-Stadion, Vídeň rozhodčí: Artur Soares Dias |
|                 | Report (FIFA) Report (UEFA) | Skov Olsen 58', 74' Mæhle 63' Højbjerg 67' | Ernst-Happel-Stadion, Vídeň rozhodčí: Artur Soares Dias |

| 31. března 2021 |                             |                                                |                                                 |
| Moldavsko       | 1–4                         | Izrael                                         | Zimbru stadion, Kišiněv rozhodčí: Bojan Pandžić |
| Carp 29'        | Report (FIFA) Report (UEFA) | Zahavi 45+2' Solomon 57' Dabbur 64' Natkho 66' | Zimbru stadion, Kišiněv rozhodčí: Bojan Pandžić |

| 31. března 2021                     |                             |                 |                                                       |
| Skotsko                             | 4–0                         | Faerské ostrovy | Hampden Park, Glasgow rozhodčí: Trustin Farrugia Cann |
| McGinn 7', 53' Adams 60' Fraser 70' | Report (FIFA) Report (UEFA) |                 | Hampden Park, Glasgow rozhodčí: Trustin Farrugia Cann |

| 1. října 2021 |                             |         |  |
| Dánsko        | 2–0                         | Skotsko |  |
|               | Report (FIFA) Report (UEFA) |         |  |

| 1. října 2021   |                             |        |  |
| Faerské ostrovy | 0–4                         | Izrael |  |
|                 | Report (FIFA) Report (UEFA) |        |  |

| 1. října 2021 |                             |          |  |
| Moldavsko     | 0–2                         | Rakousko |  |
|               | Report (FIFA) Report (UEFA) |          |  |

| 4. října 2021   |                             |        |  |
| Faerské ostrovy | 0–1                         | Dánsko |  |
|                 | Report (FIFA) Report (UEFA) |        |  |

| 4. října 2021 |                             |          |  |
| Izrael        | 5–2                         | Rakousko |  |
|               | Report (FIFA) Report (UEFA) |          |  |

| 4. října 2021 |                             |           |  |
| Skotsko       | 1–0                         | Moldavsko |  |
|               | Report (FIFA) Report (UEFA) |           |  |

| 7. října 2021 |                             |         |  |
| Rakousko      | 0–1                         | Skotsko |  |
|               | Report (FIFA) Report (UEFA) |         |  |

| 7. října 2021 |                             |        |  |
| Dánsko        | 5–0                         | Izrael |  |
|               | Report (FIFA) Report (UEFA) |        |  |

| 7. října 2021   |                             |           |  |
| Faerské ostrovy | 2–1                         | Moldavsko |  |
|                 | Report (FIFA) Report (UEFA) |           |  |

| 9. října 2021 |                             |        |  |
| Skotsko       | 3–2                         | Izrael |  |
|               | Report (FIFA) Report (UEFA) |        |  |

| 9. října 2021   |                             |          |  |
| Faerské ostrovy | 0–2                         | Rakousko |  |
|                 | Report (FIFA) Report (UEFA) |          |  |

| 9. října 2021 |                             |        |  |
| Moldavsko     | 0–4                         | Dánsko |  |
|               | Report (FIFA) Report (UEFA) |        |  |

| 12. října 2021 |                             |          |  |
| Dánsko         | 1–0                         | Rakousko |  |
|                | Report (FIFA) Report (UEFA) |          |  |

| 12. října 2021  |                             |         |  |
| Faerské ostrovy | 0–1                         | Skotsko |  |
|                 | Report (FIFA) Report (UEFA) |         |  |

| 12. října 2021 |                             |           |  |
| Izrael         | 2–1                         | Moldavsko |  |
|                | Report (FIFA) Report (UEFA) |           |  |

| 12. listopadu 2021 |                             |        |  |
| Rakousko           | 4–2                         | Izrael |  |
|                    | Report (FIFA) Report (UEFA) |        |  |

| 12. listopadu 2021 |                             |                 |  |
| Dánsko             | 3–1                         | Faerské ostrovy |  |
|                    | Report (FIFA) Report (UEFA) |                 |  |

| 12. listopadu 2021 |                             |         |  |
| Moldavsko          | 0–2                         | Skotsko |  |
|                    | Report (FIFA) Report (UEFA) |         |  |

| 15. listopadu 2021 |                             |           |  |
| Rakousko           | 4–1                         | Moldavsko |  |
|                    | Report (FIFA) Report (UEFA) |           |  |

| 15. listopadu 2021 |                             |                 |  |
| Izrael             | 3–2                         | Faerské ostrovy |  |
|                    | Report (FIFA) Report (UEFA) |                 |  |

| 15. listopadu 2021 |                             |        |  |
| Skotsko            | 2–0                         | Dánsko |  |
|                    | Report (FIFA) Report (UEFA) |        |  |

## Střelci branek
Střelci 8 branek
- Izrael Eran Zahavi

Střelci 6 branek
- Izrael Munis Dabbur

Střelci 5 branek
- Rakousko Marko Arnautović
- Dánsko Joakim Mæhle
- Dánsko Andreas Skov Olsen

Střelci 4 branek
- Skotsko Lyndon Dykes
- Skotsko John McGinn

Střelci 3 branek
- Rakousko Christoph Baumgartner
- Rakousko Saša Kalajdžić
- Izrael Dor Peretz
- Moldavsko Ion Nicolăescu
- Skotsko Che Adams
- Faerské ostrovy Klæmint Olsen

Střelci 2 branek
- Rakousko Marcel Sabitzer
- Rakousko Louis Schaub
- Dánsko Mikkel Damsgaard
- Dánsko Kasper Dolberg
- Dánsko Simon Kjær
- Dánsko Jonas Wind
- Izrael Manor Solomon
- Izrael Shon Weissman
- Skotsko Ryan Fraser

Střelci 1 branky
- Rakousko Aleksandar Dragović
- Rakousko Konrad Laimer
- Rakousko Dejan Ljubicic
- Rakousko Christopher Trimmel
- Dánsko Martin Braithwaite
- Dánsko Jacob Bruun Larsen
- Dánsko Andreas Cornelius
- Dánsko Thomas Delaney
- Dánsko Pierre Højbjerg
- Dánsko Marcus Ingvartsen
- Dánsko Mathias Jensen
- Dánsko Christian Nørgaard
- Dánsko Yussuf Poulsen
- Dánsko Robert Skov
- Dánsko Jens Stryger Larsen
- Dánsko Daniel Wass
- Izrael Nir Biton
- Izrael Bibras Natcho
- Moldavsko Cătălin Carp
- Moldavsko Nicolae Milinceanu
- Skotsko Grant Hanley
- Skotsko Nathan Patterson
- Skotsko John Souttar
- Faerské ostrovy Sonni Nattestad
- Faerské ostrovy Meinhard Olsen
- Faerské ostrovy Sølvi Vatnhamar
- Faerské ostrovy Heini Vatnsdal